# Läkare

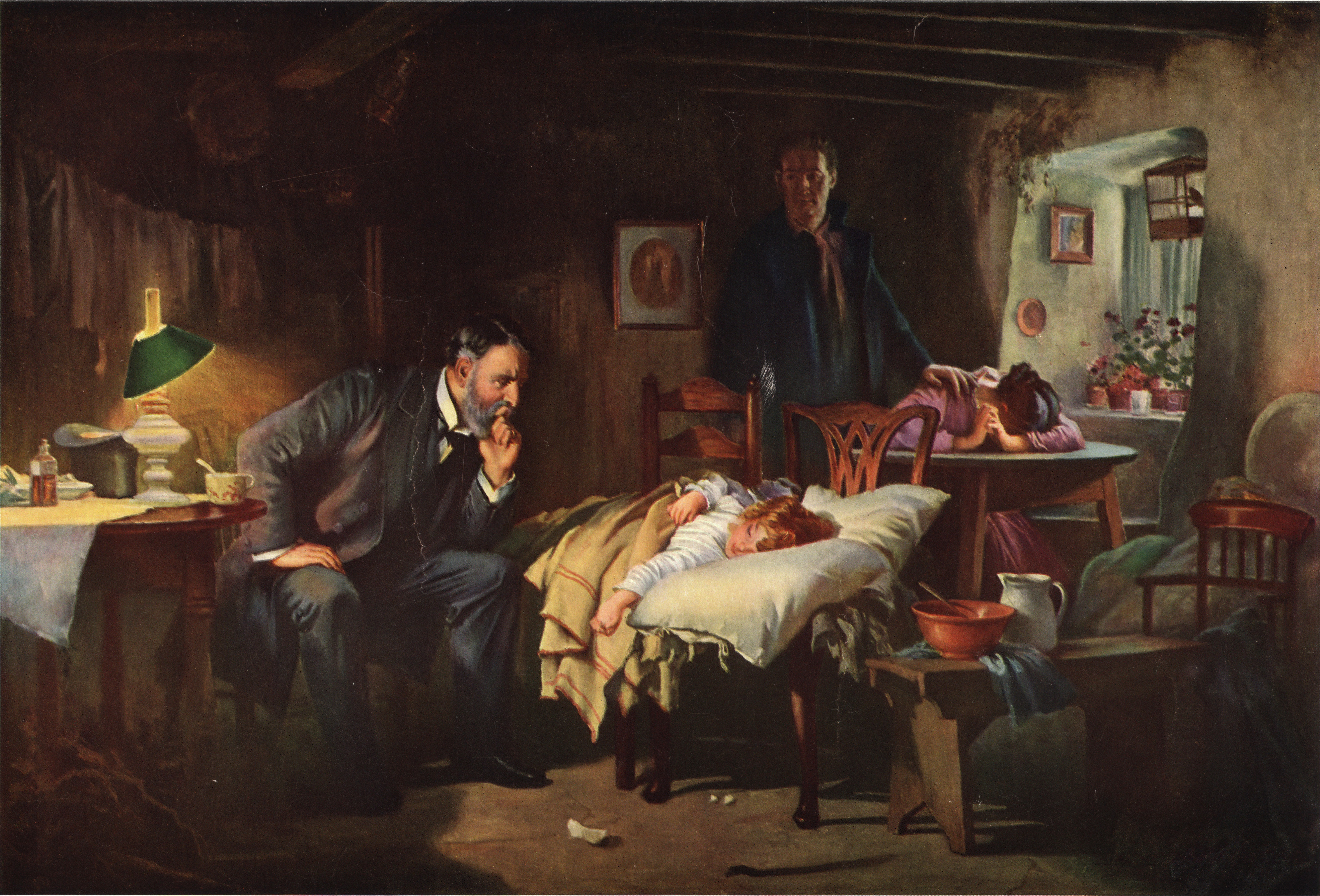
Läkaren, målning av Samuel Luke Fildes 1891.

En läkare (kallas ibland doktor i vardagligt tal) är någon som praktiserar medicin, vilket innebär att undersöka, behandla och stödja sin patient i dennes hälsa och mående. För att få jobba som läkare i Sverige krävs svensk legitimation, alternativt ett särskilt förordnande, det vill säga ett särskilt tillstånd från Socialstyrelsen eller landsting.

## Utbildning i Sverige
För att få läkarexamen krävs en universitetsutbildning. Läkarutbildningen är 6 år (12 terminer) sedan höstterminen 2021. I samband med examen kan läkarna få legitimation. Bastjänstgöring (BT) är en introduktionstjänstgöring inom ramen för specialiseringstjänstgöringen (ST).
Före hösten 2021 var läkarprogrammet 5,5 år (11 terminer) långt och därefter kunde examinerade läkare påbörja allmäntjänstgöring (AT), en 18 till 24 månader lång utbildningstjänst, varefter man efter lyckat AT-prov kunde ansöka om legitimation.
Efter fullbordad BT eller AT kan läkare fortsätta med en specialiseringstjänstgöring (ST), vilken omfattar kurser och cirka fem års planerad tjänstgöring som så kallad ST-läkare, följt av ansökan om specialistbevis. Efter specialiseringstjänstgöring kan läkaren arbeta som specialistläkare.
Ytterligare utbildning kan omfatta ytterligare någon medicinsk specialitet och/eller så kallad forskarutbildning siktande på doktorsexamen och/eller mer administrativ utbildning lämplig för klinikchefsarbete och liknande.

### Läkarutbildningar i Sverige
- Karolinska institutet
- Uppsala universitet
- Lunds universitet
- Linköpings universitet
- Göteborgs universitet
- Umeå universitet
- Örebro universitet

## Läkared
I vissa länder krävs avläggandet av en läkared, där den blivande läkaren, bland mycket annat, lovar att undvika oprövade läkemedel eller behandlingsmetoder. Sverige har inte en sådan faktisk ritual, men mycket av dess innebörd finns med i Socialstyrelsens riktlinjer för vårdpersonal.
Populärt kan Hippokrates ed sammanfattas som: Aldrig skada, om möjligt bota, ofta lindra, alltid trösta. En moderniserad läkared klubbades vid World Medical Association:s (WMA) årsmöte 2017.
Svenska Läkarförbundet har också ett antal etiska regler som i stort sett följer WMA:s läkared.

## Facklig anslutning
Läkarnas fackliga organisation är Sveriges läkarförbund (SLF) inom Saco. Åren 2017–2019 låg läkarnas fackliga organisationsgrad i intervallet 80–83 procent, varav i offentlig sektor (kommuner och regioner) 81–84 procent och i privat sektor 74–81 procent. Bland inrikes födda läkare var organisationsgraden 84–88 procent och bland utrikes födda 72–75 procent. Åren 2001–2003 var cirka 88–91 procent av läkarna fackligt anslutna.
Svenska Läkaresällskapet (SLS) är läkarnas vetenskapliga professionsorganisation.